# Goudstaartpapegaai
De goudstaartpapegaai (Touit surdus) is een vogel uit de familie Psittacidae (papegaaien van Afrika en de Nieuwe Wereld). De wetenschappelijke naam van de soort werd als Psittacus surdus in 1820 gepubliceerd door Heinrich Kuhl. Het is een door habitatverlies kwetsbaar geworden vogelsoort die alleen voorkomt in Brazilië.

## Kenmerken
De vogel is 16 cm lang en overwegend helder groen gekleurd. De voorkant van de kop is geel tot rond de oorspreek. De veren op de kruin en nek maken een geschubde indruk. De kleine bruin gekleurde vleugeldekveren vormen twee banden op de vleugels. De handpennen zijn ook donker gekleurd. De staart is kort en vierkant met brede goudgele zijranden en een smalle zwarte eindrand.

## Verspreiding en leefgebied
Deze soort is endemisch  in oostelijk Brazilië. De leefgebieden van deze vogel liggen in natuurlijke bos in laagland onder de 500 meter boven zeeniveau. Er zijn overigens ook waarnemingen uit heuvelland tot op 1000 meter. De vogel legt in zwermen grote afstanden af tussen restanten bos.

## Status
De grootte van de populatie werd in 2016 door BirdLife International geschat op 2,5 tot tien duizend volwassen individuen. De populatie-aantallen nemen af door habitatverlies. Het leefgebied wordt aangetast door ontbossing, waarbij natuurlijk bos plaats maakt voor intensief agrarisch gebruikt land zoals suikerrietplantages. Om deze redenen staat deze soort als kwetsbaar op de Rode Lijst van de IUCN.
Er gelden beperkingen voor de handel in deze papegaai, want de soort staat in de Bijlage II van het CITES-verdrag.